# Pasta e fagioli
Se llama pasta e fagioli (pronunciación italiana: /ˈpasta e faˈdʒɔːli/; en italiano ‘pasta y alubias’) a un plato sin carne tradicional italiano. Al igual que otros muchos platos italianos famosos como la pizza y la polenta, empezó siendo una receta campesina, debido a sus ingredientes económicos. Actualmente está muy extendido, encontrándose incluso en restaurantes que no sirven comida italiana.

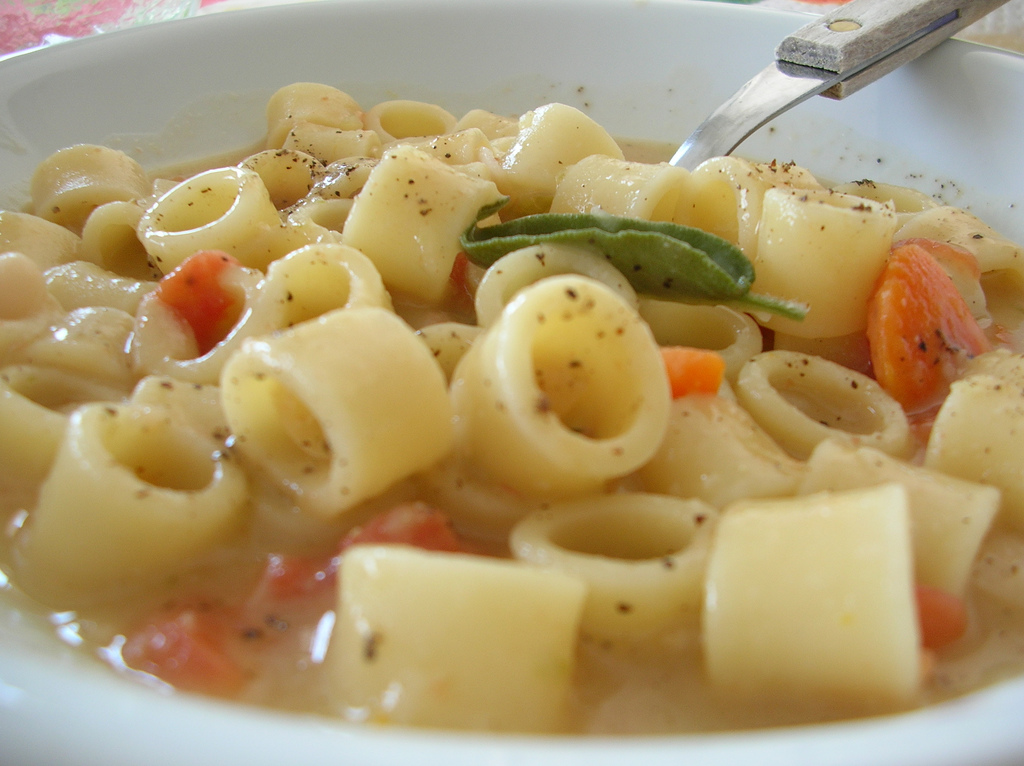
Pasta e fagioli.

La pasta e fagioli se hace con frijoles comunes y algún tipo de pasta pequeña, como coditos. La base suele ser aceite de oliva, ajo, cebolla picada y especias, junto con tomate estofado o pasta de tomate, o la salsa marinara sobrante del domingo, en algunas recetas tradicionales caseras. Algunas variantes no incluyen tomate, empleando un caldo.
La consistencia del plato puede variar, cayendo algunas claramente en la categoría de sopa, normalmente cuando no se emplea tomate, que lo hace mucho más espeso.